# Springdale (Comtat de Lexington)
Springdale és una població dels Estats Units a l'estat de Carolina del Sud. Segons el cens del 2000 tenia 2.877 habitants.

## Demografia
Segons el cens del 2000, Springdale tenia 2.877 habitants, 1.206 habitatges i 869 famílies. La densitat de població era de 277,7 habitants/km².
Dels 1.206 habitatges en un 26% hi vivien nens de menys de 18 anys, en un 58% hi vivien parelles casades, en un 10,5% dones solteres, i en un 27,9% no eren unitats familiars. En el 22% dels habitatges hi vivien persones soles el 9,9% de les quals corresponia a persones de 65 anys o més que vivien soles. El nombre mitjà de persones vivint en cada habitatge era de 2,39 i el nombre mitjà de persones que vivien en cada família era de 2,77.
Per edats la població es repartia de la següent manera: un 19,8% tenia menys de 18 anys, un 7,7% entre 18 i 24, un 26,7% entre 25 i 44, un 26,8% de 45 a 60 i un 19,1% 65 anys o més.
L'edat mediana era de 42 anys. Per cada 100 dones de 18 o més anys hi havia 90,6 homes.
La renda mediana per habitatge era de 48.456 $ i la renda mediana per família de 57.014 $. Els homes tenien una renda mediana de 40.531 $ mentre que les dones 26.658 $. La renda per capita de la població era de 21.260 $. Entorn del 3,2% de les famílies i el 6,1% de la població estaven per davall del llindar de pobresa.